# بیت مشحوت
بیت مشحوت، روستایی در دهستان کرخا بخش شاوور شهرستان کرخه در استان خوزستان ایران است.

## جمعیت
بر پایه سرشماری عمومی نفوس و مسکن در سال ۱۳۹۵، جمعیت این روستا برابر با ۲۶۶ نفر (۷۳ خانوار) بوده‌است.